# Marquesado del Verger
El marquesado del Verger es un título nobiliario español creado el 8 de agosto de 1708 por el archiduque-pretendiente Carlos de Austria, a favor de Tomás Burgués-Zaforteza y d`Oleza, regidor perpetuo de Palma de Mallorca.
Este título fue ratificado en el Congreso de Viena por el rey Felipe V el 18 de junio de 1725.
Fue rehabilitado en 1911 por Luis Zaforteza y Villalonga, "a segundo titular", por lo que devino en ser el segundo marqués del Verger, legalmente constituido. Se obvió, de esta forma a Tomás Quint-Burgués-Zaforteza i Dameto, hijo del primer titular, que en su día usó este título como segundo marqués del Verger.
Su denominación hace referencia a la localidad de "Es Verger", situada en el municipio mallorquín de Esporlas, comunidad autónoma de las Islas Baleares (España).[cita requerida]

## Marqueses del Verger
|                                                        | Titular                                                | Periodo                                                |
| Creación por Archiduque pretendiente Carlos de Austria | Creación por Archiduque pretendiente Carlos de Austria | Creación por Archiduque pretendiente Carlos de Austria |
| ------------------------------------------------------ | ------------------------------------------------------ | ------------------------------------------------------ |
| I                                                      | Tomás Burgués-Zaforteza y d'Olesa                      | 1708-1713                                              |
| "II"                                                   | Tomás Quint-Burgués-Zaforteza i Dameto                 | 1713-1753                                              |
| Rehabilitación por Alfonso XIII                        |                                                        |                                                        |
| II                                                     | Luis Zaforteza y Villalonga                            | 1911-1955                                              |
| III                                                    | José Mariano Zaforteza y Sureda                        | 1958-1991                                              |
| IV                                                     | Luis Zaforteza y Villalonga                            | 1991-actual titular                                    |

## Historia de los marqueses de Verger
- Tomás Burgués-Zaforteza y d'Oleza (fallecido en 1713), I marqués del Verger, Regidor Perpetuo de Palma de Mallorca.

Fueron sus descendientes:
1. Su hijo Tomás Quint-Burges-Zaforteza i Dameto, (fallecido en 1753), que se intituló "segundo marqués del Verger", al que no se tuvo en cuenta al rehabilitar el Título en 1911. Casó con Elionor de Berga i Zaforteza, padres de:
  1. Tomás Burgués-Zaforteza i de Berga (fallecido en 1772), Regidor Perpetuo de Palma de Mallorca. Casó con catalina Sureda y de Togores. Fueron padres de:
    1. Joan Burgués-Zaforteza i Sureda (fallecido en 1772, el mimo año que su padre). Sin descendientes. Le sucedió sus hermanos:
    2. Juan y José Burgués-Zaforteza i Sureda, que dieron lugar a dos casas independientes, los Burgués-Zaforteza y los Quint-Zaforteza, de quien desciende Luis Zaforteza y Villalonga.

Rehabilitado en 1911 por:
- Luis Zaforteza y Villalonga (1890-1955), II marqués del Verger.

1. Casó con María de la Concepción Sureda y Fortuny. Le sucedió, en 1958, su hijo:

- José Mariano Zaforteza y Sureda (n. en 1915), III marqués del Verger.

1. Casó con María de los Ángeles Villalonga y Blanes. Le sucedió, en 1991, su hijo:

- Luis Zaforteza y Villalonga (n. en 1943), IV marqués del Verger.

1. Casó con María del Carmen Truyols y Rovira.